# Castell de Montjuïc
|  | Aquest article tracta sobre Castell de Montjuïc de Barcelona. Vegeu-ne altres significats a «Castell de Montjuïc (Girona)». |

El Castell de Montjuïc de Barcelona fou una fortalesa militar i, després de la guerra civil, va ser un museu militar. Actualment és un equipament municipal depenent de l'Ajuntament de Barcelona. Està ubicat al cim de la muntanya de Montjuïc de Barcelona, situat a més de 170 m d'altura sobre una terrassa rocosa.
L'aspecte actual del conjunt de fortificacions és obra de l'enginyer militar Juan Martín Cermeño, el qual va fer derruir l'antic fortí de 1640. Cermeño va modificar les fortificacions existents i en va construir de noves seguint els sistemes de defensa concebuts per l'enginyer francès Vauban. La fortalesa adopta una disposició estrellada. Diversos baluards i construccions exteriors protegeixen el nucli del recinte, envoltat d'un profund fossat. El cos principal s'estructura al voltant d'un pati porticat. Les estances són cobertes amb volta de mig punt.

## Antecedents

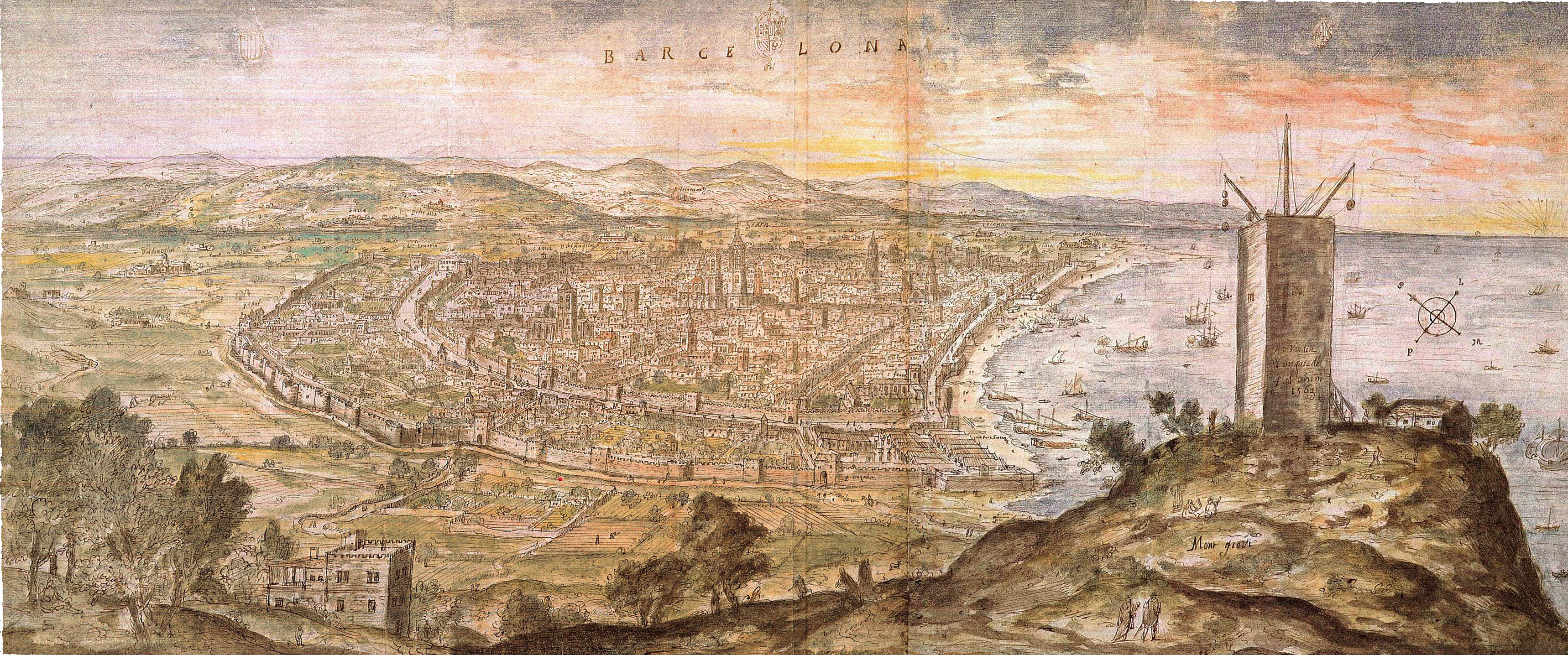
El farell de Montjuïc

Un farell o talaia medieval destinat a informar mitjançant senyals de la proximitat de vaixells, fou la primera construcció que va ocupar el cim de la muntanya, situada al sud-oest de la ciutat de Barcelona, anomenat aleshores en llatí Mons Judaicus (Mont Jueu) o Mons Jovicus (Mont de Júpiter).
El nom de Montjuïc deriva de mons judeiqus, expressió que fa referència a la presència a la muntanya del cementiri de la comunitat jueva medieval de Barcelona, documentat com a mínim des del segle ix fins al segle xiv. La destrucció del Call de la ciutat el 1391 va comportar l'abandonament del cementiri.
El baluard està situat al tram nord de la muralla perimetral exterior del castell de Montjuïc, essent accessible tant pel camí de ronda que envolta el castell com pel camí que baixa pel vessant de la muntanya cap a l'Avinguda del castell (aquest últim accés es tracta d'una reforma contemporània). L'altitud sobre el nivell del mar d'aquest punt és de 175,50 metres.

## Història
El 1640, durant la guerra contra Felip IV, es feu en trenta dies la primera fortificació a la muntanya de Montjuïc, en forma de quadrilàter de terra amb revestiment de pedra i fang. L'obra de pedra seca va ser millorada pels enginyers francesos el gener de 1641. Aquesta fortificació provisional va rebutjar l'assalt de les tropes castellanes de Pedro Fajardo de Zúñiga y Requesens, Marquès dels Vélez, el 26 de gener de 1641 (batalla de Montjuïc). El 1643, el fort de pedra seca es trobava malmès pel pas del temps i va ser enderrocat completament. El 1651 s'havia construït un nou fort, format per dos recintes quadrats amb bastions a les extremitats i encara a l'exterior una estacada protegia la fortificació de qualsevol sorpresa. S'hi va posar de guarnició el terç de Montjuïc, format pel terç de Barcelona de Francesc de Granollachs aixecat cap al final de 1650 per socòrrer Tortosa i tropes del Batalló de Francesc de Mostarós que en va ser nomenat mestre de camp.
El 1694 es va convertir el fortí primitiu en un castell. La planta ocupava tota la part plana del cim, amb tres baluards mirant cap a terra i una línia de merlets en forma de dents de serra mirant a la mar. La petita fortificació precedent va quedar com un reducte interior.
Durant la Guerra de Successió, el 17 de setembre de 1705, Charles Mordaunt, Lord Peterborough, el conquerí per als catalans, la qual cosa fou un factor que els feu 
decantar cap a la causa de l'arxiduc Carles. Tanmateix, el 25 d'abril de 1706, fou recuperat per Felip V, malgrat la resistència de set-cents casaques vermelles comandats per Arthur Chichester, Lord Donegall. El 12 de maig els catalans el tornaren a recuperar i no tornà a mans de les tropes borbòniques fins a les cinc de la tarda del 12 de setembre de 1714, en què els barcelonins els el lliuraren, d'acord amb l'article cinquè de les Capitulacions que el mateix dia va imposar a la ciutat el Duc de Berwick.

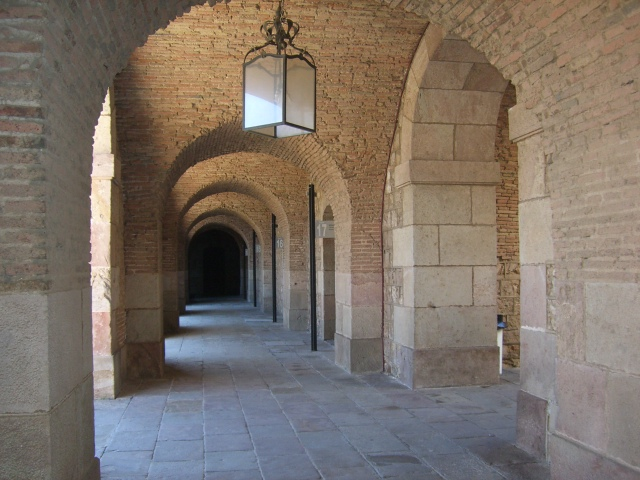
Interiors del castell

El 1751, l'enginyer militar Juan Martín Cermeño va fer enderrocar l'antic fortí de la guerra dels segadors i va acabar de donar forma al conjunt de fortificacions, dotant-lo de serveis i cisternes, una de les quals d'aigua potable, i va fer-hi excavar el fossat; tot això ajustat als sistemes de defensa concebuts pel famós enginyer militar francès Sébastien Le Prestre, el marquès de Vauban.
Entre 1779 i 1799 s'hi van fer diverses obres, entre les quals destaquen les necessàries per a instal·lar-hi un nombre d'hòmens que doblava els que hi cabien fins aleshores i la construcció de cuines i fogons per a 3.000 places. Fou aleshores que el castell prengué l'aspecte que -amb lleugeres modificacions- ha conservat fins a l'actualitat. Fou llavors que també se'l dotà d'artilleria, amb un nombre no inferior a 120 boques de foc.
A finals del segle xviii, aquest castell va formar part de la colla de vèrtexs on es van prendre dades i s'hi van fer triangulacions per mesurar amb precisió el meridià tetrrestre que passa per Dunkerque, París i Barcelona. Això va permetre determinar la longitud del metre.
El 13 de febrer de 1808, les tropes napoleòniques de Guillaume Philibert Duhesme i Giuseppe Lechi entren a Barcelona, amb 5.427 hòmens i 1.830 cavalls. Teòricament havien de romandre tres dies a la ciutat, fent parada de camí a la seva destinació final, Cadis. Tanmateix, el 29 de febrer, una unitat militar imperial comandada pel Coronel Floresti va pujar a la muntanya de Montjuïc i n'ocupà el castell. Les tropes espanyoles que el custodiaven no els van oferir resistència, ja que el capità general del Principat havia rebut ordres de la Cort de rebre benèvolament les tropes franceses.

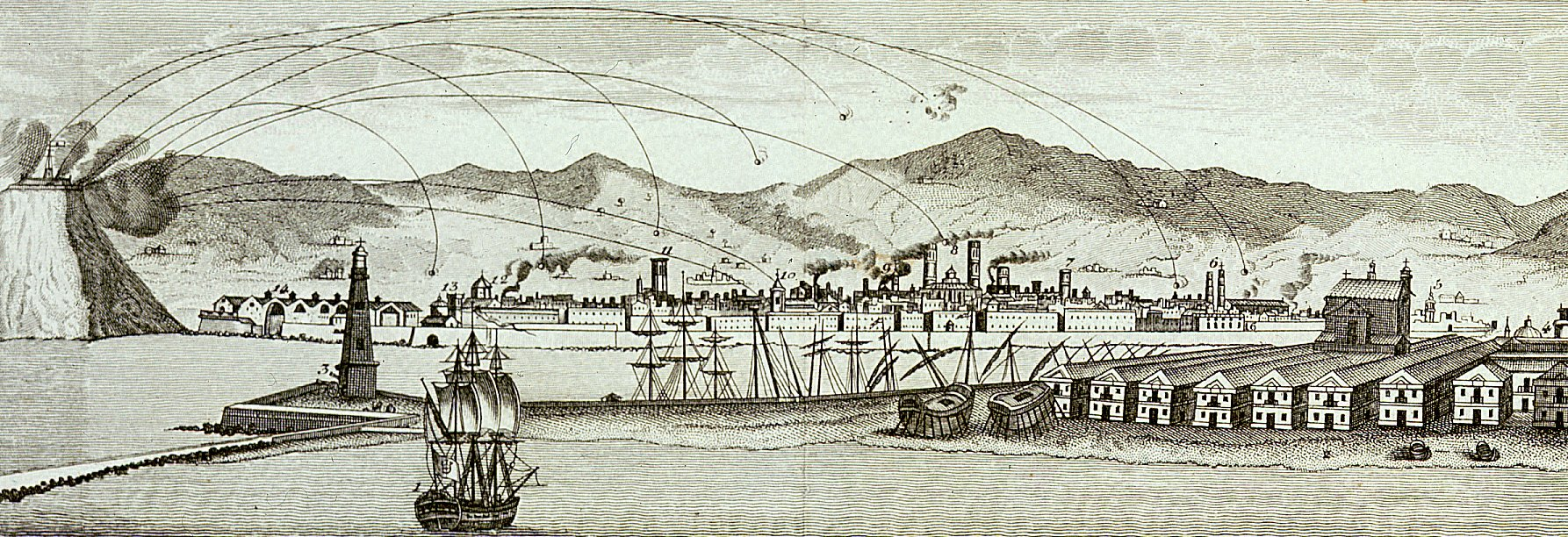
Bombardeig de Barcelona des del castell de Montjuïc el 1842

El 1842, durant la Regència d'Espartero, la ciutat de Barcelona fou bombardejada des d'aquest castell per sotmetre un aixecament revolucionari. L'any següent, arran de la revolta de la jamància, el general Prim ordenà un nou bombardeig, aquesta vegada contra les drassanes i les muralles.
El 1850 l'autoritat militar hi feu instal·lar una línia de telègraf i el 1879, de telèfon.
A partir dels darrers anys del segle xix, feu de presó de víctimes tant de la repressió política com de la social, és a dir, de la lluita obrera. Hi foren tancats i torturats els obrers involucrats en l'onada de violència anarquista de la dècada de 1890. El procés de Montjuïc, nom amb què es coneixen els judicis contra els anarquistes sospitosos, és un fet dissortadament famós per la seva duresa i per les tortures que els feren patir.
També hi van tancar els detinguts arran de la Setmana Tràgica, i el 13 d'octubre de 1909 hi fou afusellat el pedagog Francesc Ferrer i Guàrdia -considerat el fundador de l'Escola Moderna- a qui es feu injustament culpable dels fets ocorreguts. El 1919 albergà més de 3.000 obrers empresonats a causa del conflicte de La Canadenca. El 1936 es va omplir de víctimes de la repressió revolucionària i -un cop acabada la Guerra Civil espanyola- de víctimes dels franquistes, entre els quals destaca el President de la Generalitat de Catalunya, Lluís Companys que hi fou empresonat, jutjat en un judici sumaríssim i afusellat el 15 d'octubre de 1940.

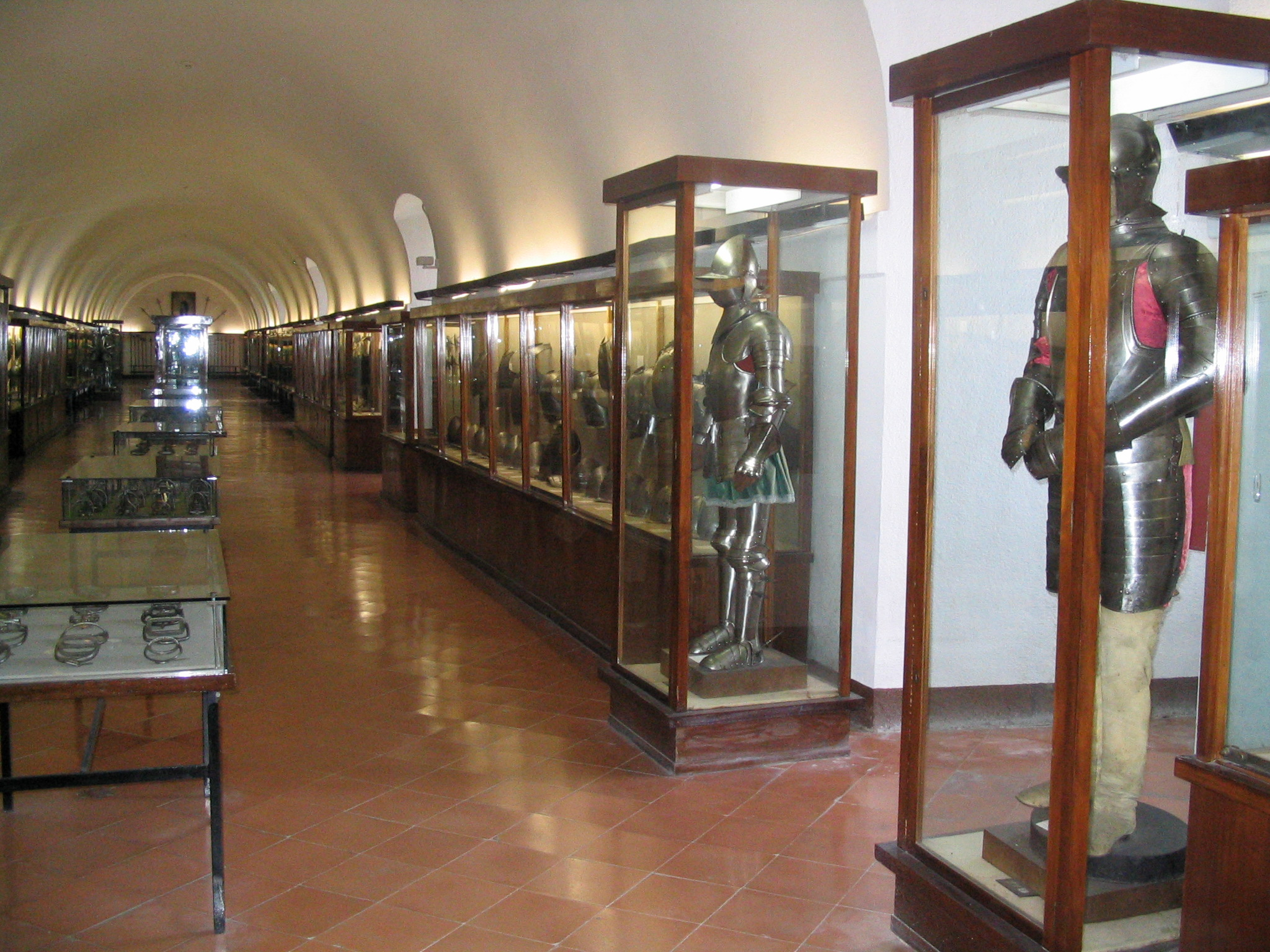
Armadures al museu militar del castell (2004)

Fins al 1960 (any en què fou cedit a la ciutat) el castell es va mantenir com a presó militar. Després de tres anys d'obres per a condicionar-lo com Museu de l'Exèrcit, el 24 de juny de 1963 Francisco Franco en presidí la inauguració. Arribada la Transició democràtica espanyola política, durant molts anys hi hagué una polèmica sobre les condicions de devolució del castell a la ciutat, ja que el dictador va cedir el recinte a Barcelona, però no pas el museu militar que albergava; en canvi, la ciutat en reclamava la titularitat íntegra.
A finals d'abril de 2008, l'ajuntament en va retirar una estàtua eqüestre del dictador espanyol Francisco Franco que hi era des del 1963, inaugurada pel llavors alcalde de Barcelona Josep Maria de Porcioles. Finalment, el 15 de juny, el govern espanyol cedeix el castell a la ciutat, que és visitat per 40.000 ciutadans en una jornada de portes obertes.
El dia 20 d'abril del 2009 hi va començar a funcionar el Centre Internacional per la Pau del Castell de Montjuïc.
El ple de l'Ajuntament de Barcelona aprovà definitivament el 26 de juny del 2009 la presència del Ministeri de Defensa espanyol al castell de Montjuïc, mercès als vots del PSC i del PP.
El diumenge 24 de maig de 2009 van tancar definitivament les portes del Museu Militar de Montjuïc i el 15 d'octubre del mateix any, després de catalogar i embalar totes les peces va començar el trasllat de les peces cap als museus municipals les que eren de propietat de l'Ajuntament de Barcelona i cap a Girona les que eren de propietat del Ministerio de Defensa.
El maig de 2010 el darrer destacament de Telecomunicacions va traslladar les seves dependències a la caserna del Bruc, deixant lliures més quatre hectàrees i el juliol d'aquest mateix any van ser entregada la darrera sala ocupada pel Patronato del Museo Militar del Castillo de Montjuich.
Comença una primera època de rehabilitacions de sales que acaba el juliol de 2011.
El 15 d'octubre de 2011 en presència del Govern de la Generalitat i el de l'Ajuntament de Barcelona es reposa la bandera catalana que el President Companys havia posat el 1936 amb motiu de la recuperació del castell per a la ciutat de Barcelona.

### Cronologia darrers anys[calcitació]
- 27 d'abril de 2007: Una ordre ministerial cedia el Castell de Montjuïc a la Ciutat de Barcelona.
- 29 de maig de 2008: Es nomena una funcionària municipal com a directora del Castell de Montjuïc.
- 15 de juny de 2008: La cessió del Castell és celebrada massivament pels ciutadans de Barcelona.
- Setembre 2008: El Castell es converteix en un espai més d'ús ciutadà amb programació de les festes de la Mercè. A partir d'aquí diverses activitats tenen lloc al Castell, convertint-se en un equipament municipal més.
- Març 2009: Es comença la rehabilitació provisional de les sales 18 i 19.
- 20 d'abril de 2009: Comença a funcionar el Centre de Recursos Internacional per la Pau de Barcelona, amb cursos formatius especialitzats en la gestió de crisis i resolució de conflictes i difusió de la cultura de la Pau.
- 24 de maig de 2009: Es tanca definitivament el Museu Militar del Castell de Montjuïc.
- 15 d'octubre de 2009: Comença el trasllat de les peces del Museu Militar.
- 24 novembre 2009: S'enderroca l'última torre de comunicacions militar que quedava al Castell.
- 22 de març 2010: Comença la segona edició de la programació del Centre Internacional de la Pau.
- 26 de març 2010: L'últim contingent del destacament de comunicacions, abandona el recinte.
- 1 de juny de 2010: Comencen les obres de rehabilitació de sales del Pati d'Armes segons el Pla Director del Castell de Montjuïc.
- 1 de juny de 2010: el Museu Militar es dona de baixa del registre de Museus.
- 1 de juliol de 2010: Comencen les obres de rehabilitació i impermeabilització del terrat i la torre de guaita.
- 30 de desembre de 2010: S'ofereix una roda de premsa per a presentar les restes del baluard de 1650, descobertes durant les obres de rehabilitació.
- 6 d'abril de 2011: S'inicien els enderrocs del Recinte de Ponent.
- 31 de juliol de 2011: S'entreguen acabades les 14 sales rehabilitades del Pati d'Armes.
- 15 d'octubre de 2011: S'hissa la bandera que el president Companys va instal·lar al Baluard de Santa Amàlia el 1936.